# Chełmża
Chełmża [cheumža] (polsky až do roku 1251 Łoza [uoza], česky Chlumže, německy Kulmsee, latinsky Culmsee) je město v Polsku v Kujavsko-pomořském vojvodství v okrese Toruň. Nachází se nad rinovým jezerem Jezioro Chełmżyńskie v bydhošťsko-toruňské aglomeraci. V roce 2024 zde žilo 13 691 obyvatel, rozloha města činí 7,84 km².

## Památky a zajímavosti
- Konkatedrála sv. Trojice
- Kostel sv. Mikuláše
- Kostel sv. Jiřího
- Pomost Chełmża - most a molo nad jezerem
- Pošta

## Osobnosti
- Mikołaj Czajkowski  (1934–2025) – kněz
- Stefan Wincenty Frelichowski (1913–1945) – kněz
- Tadeusz Glemma (1895–1958) – kněz
- Leon Poeplau (1910–1940) – kněz
- Julian Prejs (1820–1904) – spisovatel, sběratel lidové ústní slovesnosti
- Mieczysław Szczepański (1919–1945) – kapitán, velitel
- Józef Szydzik (1871–1939) – kněz

## Kultura
- Smíšený sbor „Svatá Cecílie“ založený v roce 1896
- Městská knihovna